# Termistor

Elektronisk symbol för termistor.

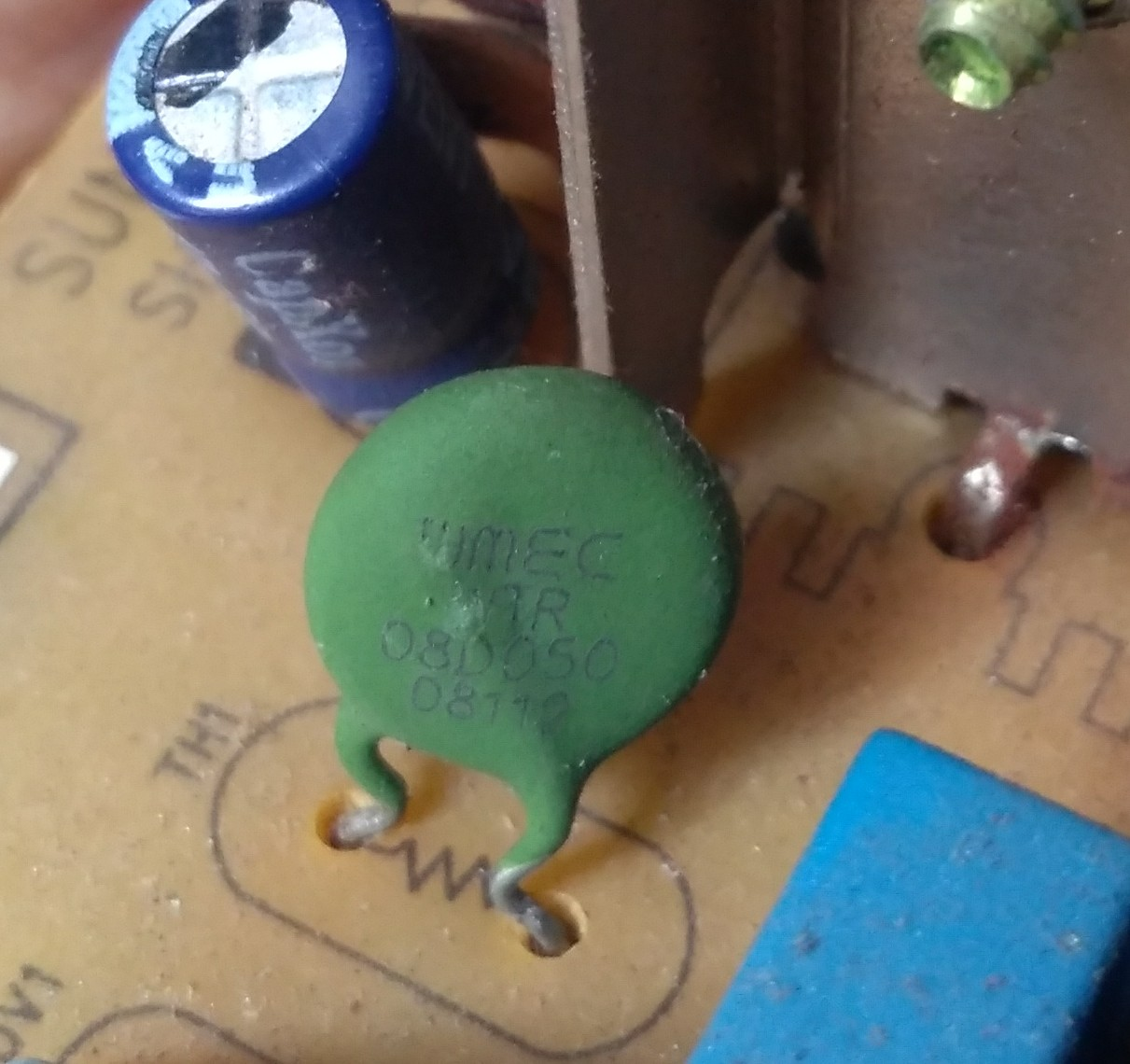
Gröna komponenten är en termistor inlödd på ett kretskort.

En termistor är en elektronikkomponent, en resistor vars resistans är beroende av temperaturen. Den är framställd av ett halvledarmaterial, till exempel en enkristall av kisel så att dess resistivitet och temperaturkänslighet bestäms av halvledarens art, halten av föroreningar och temperaturen.
Termistorn finns med både positiv temperaturkoefficient, PTC vars resistans ökar med stigande temperatur, och negativ temperaturkoefficient, NTC där resistansen sjunker då temperaturen ökar.

## Användning

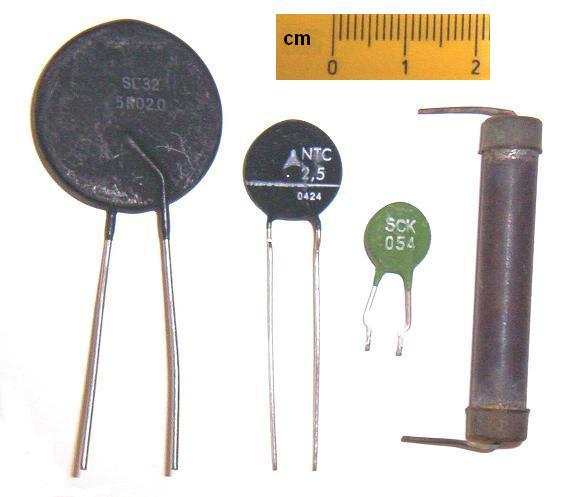
Stora NTC-motstånd för begränsning av startströmmar; till höger ett urdox-motstånd (med UO_{2}).

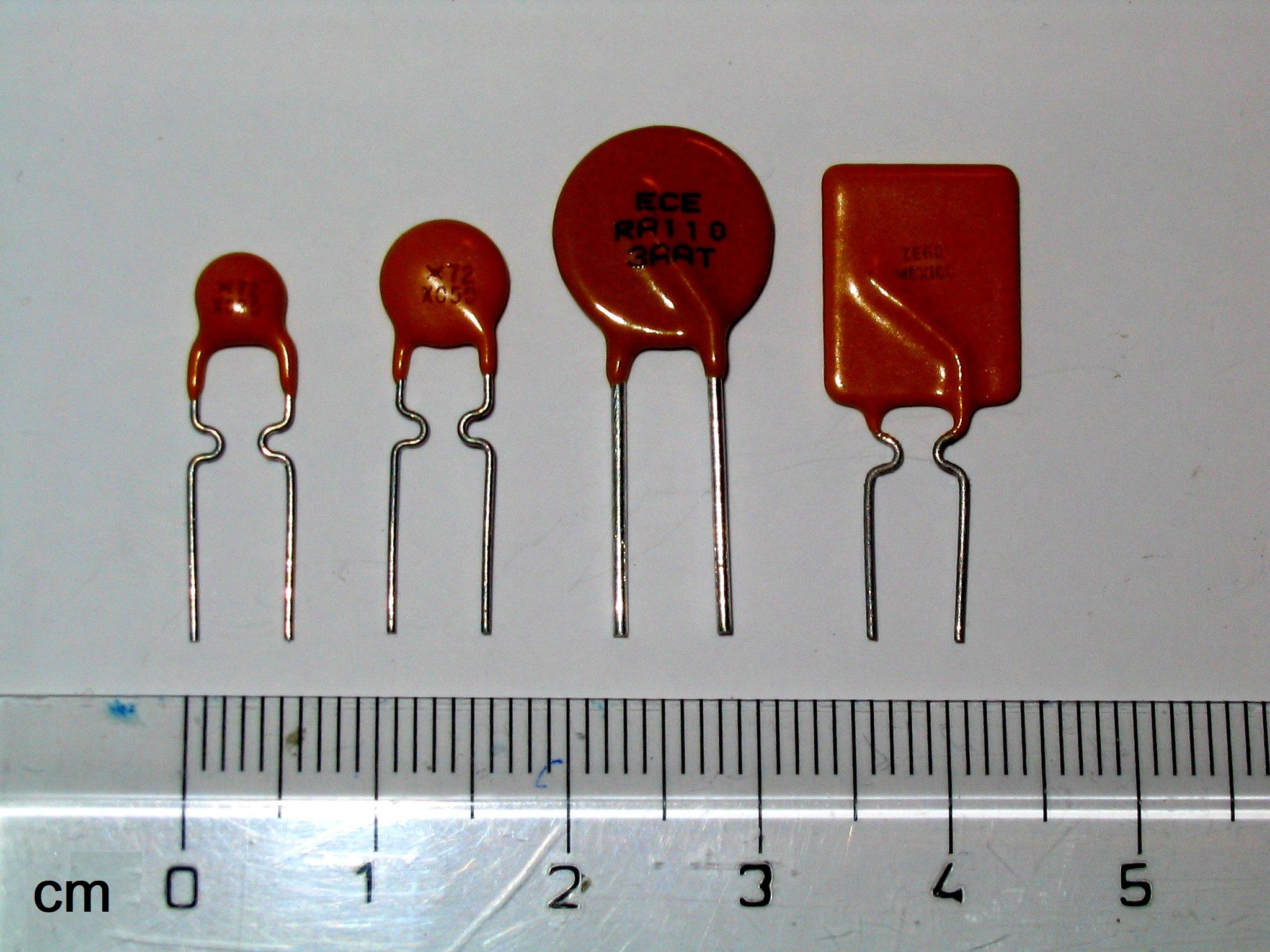
Olika PTC-motstånd

Användningsområdena är många, till exempel i elektroniska termometrar, termostater och överhettningsskydd. Termistorn finns i ett mycket stort antal resistansvärden och olika känsligheter. De flesta termistorer är tillverkade med låg precision, 5%-10% tolerans, och därför är kalibrering av varje enskild termistor nödvändig om man önskar god temperaturnoggrannhet, men det finns även kontrollerade precisionstermistorer att köpa. 